# Chris Holdsworth
Chris James Holdsworth (nacido el 24 de octubre de 1987) es un artista marcial mixto estadounidense que actualmente compite en la categoría de peso gallo en Ultimate Fighting Championship.

## Primeros años
Su padre era artista marcial y veterano de Vietnam, su madre sobrevivió al cáncer de mama y su abuelo era boxeador en Golden Gloves.
Cuando tenía ocho años, su hermano mayor fue asesinado a tiros, y fue galardonado con el cinturón negro en Kickboxing en su funeral. Después de eso, Chris le dijo a su madre que se convertiría en artista marcial, al igual que su hermano.

## Carrera en artes marciales mixtas

### The Ultimate Fighter
En la ronda preliminar para acceder al reality, Holdsworth derrotó a Louis Fisette por sumisión (triángulo de brazo) en la primera ronda.
Ya dentro del reality, Holdsworth derrotó a Chris Beal por sumisión (guillotina) en la primera ronda, pasando así a semifinales.
En semifinales, Holdsworth derrotó a Michael Wootten por sumisión (estrangulación trasera) para hacerse un hueco en la gran final.

### Ultimate Fighting Championship
Holdsworth se enfrentó a David Grant el 30 de noviembre de 2013 en The Ultimate Fighter 18 Finale. Holdsworth ganó la pelea por sumisión en la segunda ronda, ganando así el premio a la Sumisión de la Noche.
Holdsworth se enfrentó a Chico Camus el 24 de mayo de 2014 en UFC 173. Holdsworth ganó la pelea por decisión unánime.

## Campeonatos y logros
- Ultimate Fighting Championship
  - Ganador del The Ultimate Fighter 18
  - Sumisión de la Noche (Una vez)

## Récord en artes marciales mixtas
| Resultado | Récord | Oponente        | Método                      | Evento                                 | Fecha                   | Ronda | Tiempo | Localización            | Notas                                                  |
| --------- | ------ | --------------- | --------------------------- | -------------------------------------- | ----------------------- | ----- | ------ | ----------------------- | ------------------------------------------------------ |
| Victoria  | 6–0    | Chico Camus     | Decisión (unánime)          | UFC 173                                | 24 de mayo de 2014      | 3     | 5:00   | Las Vegas, Nevada       |                                                        |
| Victoria  | 5–0    | Davey Grant     | Sumisión (rear-naked choke) | The Ultimate Fighter 18 Finale         | 30 de noviembre de 2013 | 2     | 2:10   | Las Vegas, Nevada       | Ganó el The Ultimate Fighter 18; Sumisión de la Noche. |
| Victoria  | 4–0    | Tyler Shinn     | Sumisión (triangle choke)   | RFA 4: Griffin vs. Escudero            | 2 de noviembre de 2012  | 2     | 1:32   | Las Vegas, Nevada       |                                                        |
| Victoria  | 3–0    | Juan Rivas      | Sumisión (armbar)           | KOTC: Next Generation                  | 30 de junio de 2011     | 1     | 1:29   | Highland, California    |                                                        |
| Victoria  | 2–0    | Gustavo Limón   | Sumisión (rear-naked choke) | Gladiator Challenge: Legends Collide 2 | 20 de febrero de 2011   | 1     | 0:45   | San Jacinto, California |                                                        |
| Victoria  | 1–0    | Randy Villareal | Sumisión (rear-naked choke) | Xtreme Knockout 8                      | 9 de octubre de 2010    | 1     | 2:05   | Arlington, Texas        |                                                        |